# Opodiphthera
Genre
Le genre Opodiphthera regroupe des lépidoptères (papillons) de la famille des Saturniidae, de la sous-famille des Saturniinae.

## Liste des espèces
Selon BioLib (13 mars 2019) :
- Opodiphthera astrophela (Walker, 1855).
- Opodiphthera carnea (Sonthonnax, 1899).
- Opodiphthera engaea (Turner, 1922).
- Opodiphthera eucalypti (Scott, 1864).
- Opodiphthera excavus (Walker, 1855).
- Opodiphthera fervida (Walker, 1855).
- Opodiphthera helena (White, 1843).
- Opodiphthera loranthi (T.P. Lucas, 1891).
- Opodiphthera rhythmica (Turner, 1936).
- Opodiphthera saccopoea (Turner, 1924).
- Opodiphthera sulphurea Lane & Naumann, 2003